# Bačkov (district de Havlíčkův Brod)
Pour les articles homonymes, voir Bačkov.
Bačkov (en allemand : Batschkow) est une commune du district de Havlíčkův Brod, dans la région de Vysočina, en République tchèque. Sa population s'élevait à 122 habitants en 2020.

## Géographie
Bačkov se trouve à 4 km au sud-ouest de Habry, à 17 km au nord-nord-ouest de Havlíčkův Brod, à 39 km au nord-nord-ouest de Jihlava et à 83 km à l'est-sud-est de Prague.
La commune est limitée par Habry au sud, à l'ouest et au nord, et par Tis à l'ouest.

## Histoire
La première mention écrite de la localité date de 1307.

## Transports
Par la route, Bačkov se trouve à 9 km de Světlá nad Sázavou, à 19,5 km de Havlíčkův Brod, à 46 km de Jihlava et à 102 km de Prague.